# RAF کیناز

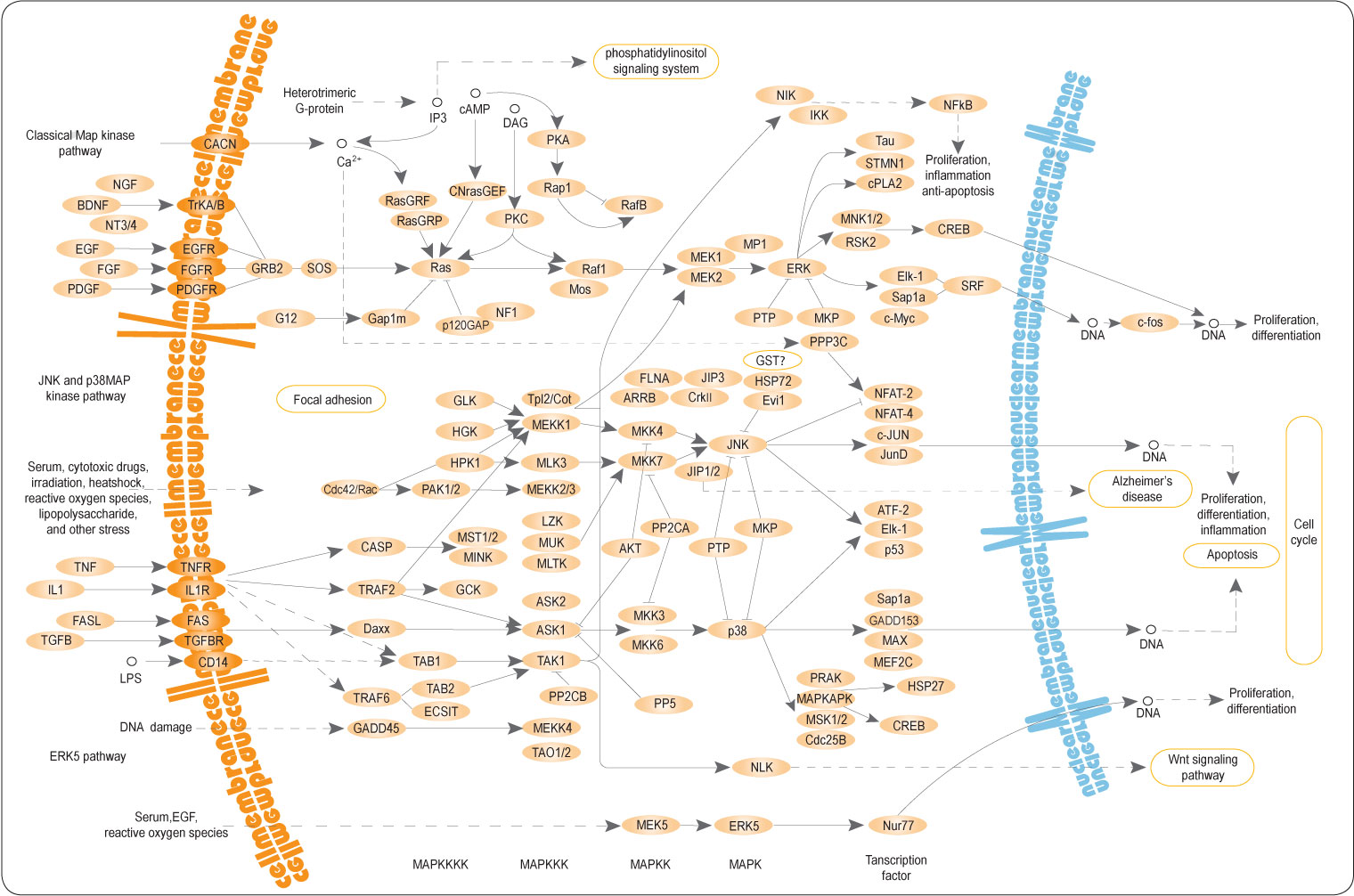
مسیر پیام‌دهی پروتئین کیناز فعال‌شده توسط میتوژن (MAPK). آنزیم RAF-1 مابین RAS و MEK، تقریباً در وسط تصویر واقع شده‌است.

RAF کینازها (انگلیسی: RAF kinases) یک خانوادهٔ آنزیمی از پروتئین کیناز اختصاصی سرین/ترئونین هستند که با آنکوژن‌های رتروویروسی در ارتباط است.
ویروس ۳۶۱۱ سارکومای موش حاوی آنکوژن مرتبط با RAF کیناز است که موجب بروز فیبروسارکوما در آنان می‌گردد. RAF برگرفته از حروف اول «Rapidly Accelerated Fibrosarcoma» (فیبروسارکومای سریعاً پیش‌رونده) است.
این آنزیم‌ها در «مسیر پیام‌دهی MAPK/ERK» نقش دارند و جهت فعالیت‌شان نیازمند جی‌تی‌پی‌آز هستند.